# 鳥取県道53号淀江岸本線
鳥取県道53号淀江岸本線（とっとりけんどう53ごう よどえきしもとせん）は、鳥取県米子市と鳥取県西伯郡伯耆町を結ぶ県道（主要地方道）である。

## 概要
以前は一般県道の鳥取県道154号淀江岸本線だったが、主要地方道の鳥取県道53号淀江岸本線に変更した。
大山パークウェイの一部を構成し、美保関灯台と米子空港や蒜山地域（米子自動車道・蒜山ICを含む）を広域的に結ぶ役割を果たしている。

### 路線データ
- 起点：鳥取県米子市淀江町中間・中間交差点（国道9号交点）
- 終点：鳥取県西伯郡伯耆町吉定・伯耆大橋南交差点（国道181号交点）
- 総延長：9.6 km

## 歴史
- 1993年（平成5年）5月11日 - 建設省から、県道淀江岸本線が淀江岸本線として主要地方道に指定される[1]。
- 1994年3月15日 - 鳥取県告示第230号により鳥取県道53号淀江岸本線に改称する[2]。
- 2022年3月31日 - 鳥取県告示第153号により終点が伯耆町大殿から伯耆町吉定まで1.8km延長される。[3]。

## 路線状況

### 重複区間
- 鳥取県道24号米子大山線（米子市尾高・尾高交差点 - 米子市尾高・大山入口交差点）

## 地理

### 通過する自治体
- 米子市
- 西伯郡伯耆町

### 交差する道路
| 交差する道路                                                                                       | 市町村名 | 市町村名 | 交差する場所 | 交差する場所                                             |
| -------------------------------------------------------------------------------------------------- | -------- | -------- | ------------ | -------------------------------------------------------- |
| 国道9号                                                                                            | 米子市   | 米子市   | 淀江町中間   | 中間交差点 / 起点                                        |
| E9 山陰自動車道 E73 米子自動車道                                                                   | 米子市   | 米子市   | 尾高         | 米子東IC交差点 E9 山陰道 16 米子東IC E73 米子道 6 米子IC |
| 鳥取県道24号米子大山線 重複区間起点                                                                | 米子市   | 米子市   | 尾高         | 尾高交差点                                               |
| 鳥取県道24号米子大山線 重複区間起点                                                                | 米子市   | 米子市   | 尾高         | 大山入口交差点                                           |
| 鳥取県道159号米子丸山線                                                                            | 米子市   | 米子市   | 福万         | 新日下橋南詰交差点                                       |
| 鳥取県道316号米子岸本線                                                                            | 西伯郡   | 伯耆町   | 大殿         | 伯耆橋交差点                                             |
| 鳥取県道36号名和岸本線 鳥取県道284号大山寺岸本線 重複 鳥取県道326号大山高原スマートインター線 重複 | 西伯郡   | 伯耆町   | 吉長         | 伯耆町役場交差点                                         |
| 国道181号 国道183号 重複 国道482号 重複                                                            | 西伯郡   | 伯耆町   | 吉定         | 伯耆大橋南交差点 / 終点                                  |